# Domenico Maria Leone Cirillo
Domenico Maria Leone Cirillo (ou Cyrillo)  (né le 11 avril 1739 à Grumo Nevano dans la province de Naples et mort le 29 octobre 1799 à Naples) est un naturaliste et médecin italien.

## Biographie
Domenico Maria Leone Cirillo séjourne à Paris où il fréquente l’abbé Jean-Antoine Nollet (1700-1770), Buffon (1707-1788), Jean le Rond d'Alembert (1717-1783) et Denis Diderot (1713-1784). Il séjourne également à Londres où il suit les cours de William Hunter (1718–1783). Grâce à l’intermédiaire de son parent Niccolo Cirillo (1671-1734), il devient agrégé à la Royal Society.
Il enseigne la botanique et la médecine à l’université de Naples. Il fait partie de l’Académie des sciences et belles-lettres de Naples (1799). Député lors de l'établissement de la République parthénopéenne, il participe au gouvernement républicain mis en place par les Français et est condamné à mort, malgré les interventions de personnalités scientifiques, par le roi Ferdinand (1751-1821).
À Naples il est initié en Franc-maçonnerie, en 1770 il est affiié à la Loge "Les Zelés", à l'obédience de la Hollande, et par la suite à la Loge "La Zelée et la Sécrète", passée à l'obédience de l'Angleterre. Très probablement c'est dans ces milieux maçonniques qu'il se lie aux jacobins qui, à partir de 1790 mettent en discussion la monarchie des Bourbons.
Outre ses travaux de botanique (Ad botanicas institutiones introduction, Naples, 1771, De essentialibus nonnullarum plantarum characteribus, 1784, Plantarum rariorum regni Neapolitani fasciculus, 1788-1793), on lui doit Entomologiae neapolitanae specimen primum, sur les insectes de la région napolitaine (publié à Naples de 1787 à 1792) ainsi que de nombreux travaux sur l’hygiène.

## Sources
- Cesare Conci et Roberto Poggi (1996), Iconography of Italian Entomologists, with essential biographical data. Memorie della Società entomologica Italiana, 75 : 159-382.
- Amédée Dechambre (1875). Dictionnaire encyclopédique des sciences médicales. G. Masson (Paris).